# Go-Jo
Marty Zambotto, connu sous le nom de scène Go-Jo, est un auteur-compositeur-interprète et producteur australo-français, né le 25 novembre 1995 à Manjimup (Australie). Il représente l'Australie au Concours Eurovision de la chanson 2025 avec la chanson Milkshake Man.

## Biographie
Marty Zambotto grandit dans un domaine isolé et autonome près de Manjimup, en Australie-Occidentale, ce qui a contribué à développer son style musical et son identité artistique. Son père est français et il possède la double nationalité australienne et française. Il a reçu sa première guitare à l'âge de 13 ans, écrivant et produisant d'abord des chansons pour d'autres artistes avant de s'installer à Sydney pour poursuivre sa carrière solo.
Zambotto est connu pour ses chansons originales et ses reprises à la guitare. Sa reprise de "Iris" des Goo Goo Dolls a été écoutée plus de 3 millions de fois sur Spotify. Une vidéo de lui interprétant « Mrs. Hollywood » à Bondi Beach a été visionnée plus de 6 millions de fois, atteignant un milliard de vues toutes plateformes confondues,.
Le 25 février 2025, la chaîne de télévision australienne SBS annonce que Zambotto représente l'Australie au Concours Eurovision à Bâle avec la chanson Milkshake Man,,. Il participe à la deuxième demi-finale du 15 mai, mais ne parvient pas à se qualifier pour la finale.

## Discographie

### Singles
| Titre                                          | Année | Meilleures positions | Album ou EP        |
| Titre                                          | Année | AUS Indie            | Album ou EP        |
| ---------------------------------------------- | ----- | -------------------- | ------------------ |
| "Nobody Like You" (avec Emma Carn)             | 2016  | —                    | Singles hors album |
| "Incredible" (avec Drugz300)                   | 2018  | —                    | Singles hors album |
| "With You"                                     | 2018  | —                    | Singles hors album |
| "Ship in a Bottle"                             | 2019  | —                    | Singles hors album |
| "Phases" (avec Trøves)                         | 2019  | —                    | Singles hors album |
| "No One Else"                                  | 2020  | —                    | Singles hors album |
| "Say Something"                                | 2020  | —                    | Singles hors album |
| "Iris"                                         | 2020  | —                    | Singles hors album |
| "Thank You Mum"                                | 2021  | —                    | Singles hors album |
| "White Lies"                                   | 2021  | —                    | Singles hors album |
| "You Don't Love Me"                            | 2021  | —                    | Singles hors album |
| "Backseat"                                     | 2021  | —                    | Singles hors album |
| "Better Off"                                   | 2021  | —                    | Singles hors album |
| "Fuck Being Sad."                              | 2021  | —                    | Singles hors album |
| "Georgia"                                      | 2022  | —                    | Singles hors album |
| "Missing You"                                  | 2022  | —                    | Singles hors album |
| "See You in LA"                                | 2022  | —                    | Singles hors album |
| "Double Down"                                  | 2022  | —                    | Singles hors album |
| "Mrs. Hollywood"                               | 2023  | 1                    | Singles hors album |
| "Loverman"                                     | 2023  | —                    | Singles hors album |
| "Teenage Dream" (triple j Like A Version)      | 2023  | —                    | Singles hors album |
| "Cry About"                                    | 2024  | —                    | Singles hors album |
| "Milkshake Man"                                | 2025  | —                    | Singles hors album |
| "—" signifie que le titre ne s'est pas classé. |       |                      |                    |